# Tarachidia huita
Tarachidia huita är en fjärilsart som beskrevs av Smith 1903. Tarachidia huita ingår i släktet Tarachidia och familjen nattflyn. Inga underarter finns listade i Catalogue of Life.